# Samuel Meyer Ehrenberg

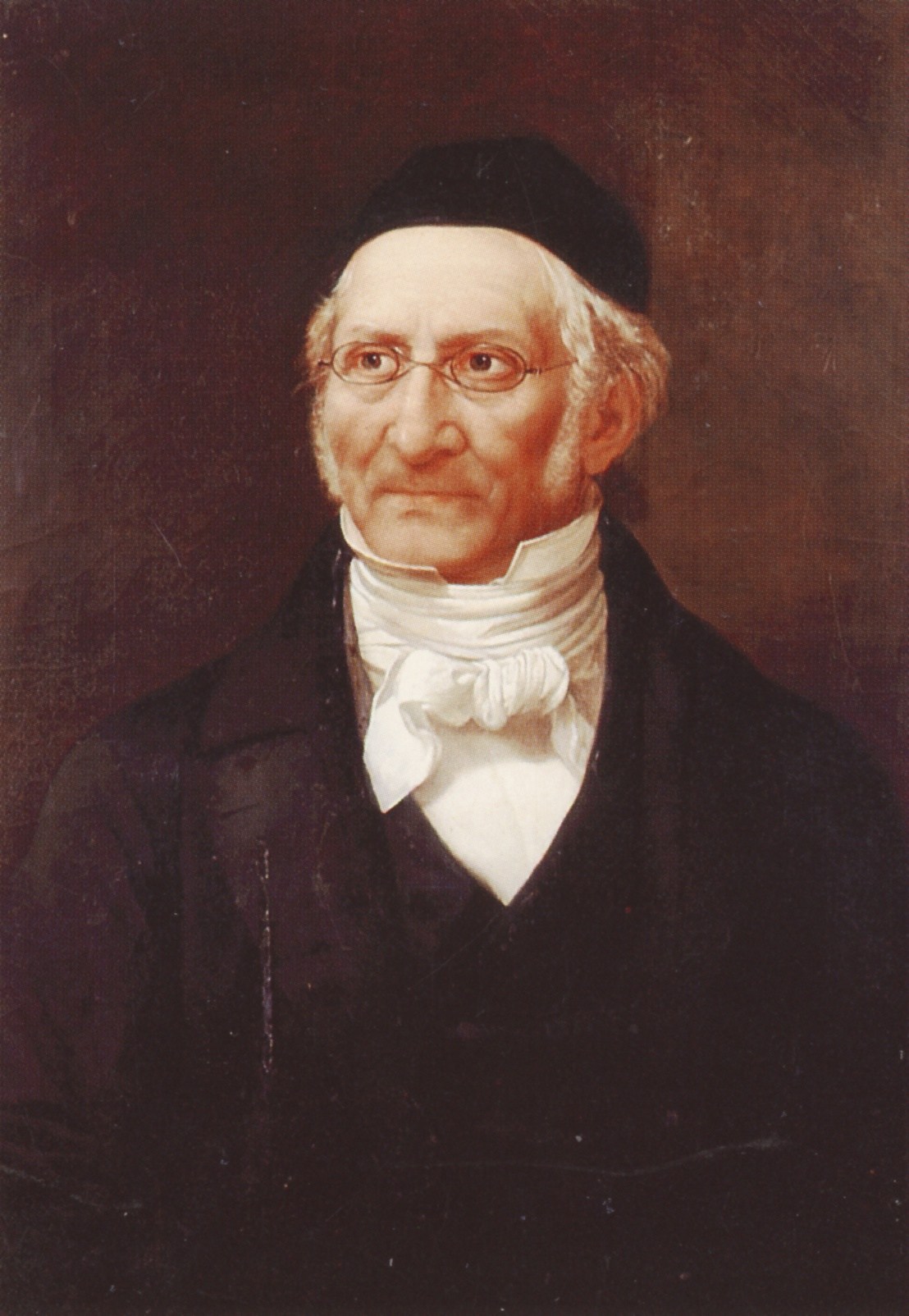
Samuel Meyer Ehrenberg (1773–1853)

Samuel Meyer Ehrenberg (geboren am 16. Oktober 1773 in Braunschweig; gestorben am 21. Oktober 1853 in Wolfenbüttel) war ein deutscher Reformpädagoge und Direktor der jüdischen Samson-Schule in Wolfenbüttel.

## Leben
Der dritte Sohn des Rabbi Meyer Halle (1725–1799) und dessen Ehefrau Hale, geb. Landau (1741–1818) wuchs in Braunschweig auf, wohin sein Vater von Frankfurt am Main gezogen war, um eine Fabrik zu eröffnen. Wirtschaftliche Schwierigkeiten in den 1770er Jahren zwangen den Vater, den bescheidenen Familienunterhalt als Lotterieeinnehmer und Kleinhändler zu bestreiten. Samuel erhielt traditionellen Unterricht der Schrift und des Talmud. Durch Vermittlung seines Paten, des Kammeragenten Herz Samson, besuchte er von 1789 bis 1794 die von dessen Bruder Philipp Samson gegründete orthodoxe Religionsschule in Wolfenbüttel. Anschließend war er als Erzieher in Brandenburg, Berlin und Peine tätig. Zwischen 1797 und 1802 unterrichtete er als Hauslehrer in Hannover Meyer Samson, den Sohn Herz Samsons. Er unterbrach von 1803 bis 1806 seine pädagogische Arbeit und war für Israel Jacobson, den Gründer der Seesener Jacobsonschule, in verschiedenen deutschen Städten als Kaufmann tätig. Ehrenberg gilt als einer der Führer des Reformjudentums in Nordwest-Deutschland.

### Direktor der Samson-Schule
Im Jahre 1807 erhielt er auf Empfehlung durch Isaac Herz Samson die Stelle des Direktors, genannt Inspektorat, der Wolfenbütteler Samson-Schule. Er gestaltete in kurzer Zeit die Schule im Sinne des Reformjudentums in Anlehnung an die Jacobsonschule um. Zu Ehrenbergs bekanntesten Schülern gehörten Isaak Markus Jost und Leopold Zunz. Der von Ehrenberg geförderte Zunz blieb ihm bis an sein Lebensende freundschaftlich verbunden. Zunz schrieb 1854 eine Biographie Ehrenbergs und berichtete über die Entwicklung der Samson-Schule:
Indes ist aus solchen … namentlich in den dreißiger Jahren durch den gegenwärtigen Direktor angeregten Bestrebungen allmählich eine veränderte Richtung und Bestimmung der Anstalt hervorgegangen, sodass die Lehranstalt, welche ursprünglich eine Talmudschule mit einigen geduldeten Fächern, nachher eine wissenschaftliche Schule mit geduldetem Talmud war, zu einer Bürgerschule ohne Talmud wurde. In der ersten Epoche war Ehrenberg der Zögling des Instituts, in der zweiten der leitende Direktor, in der dritten der mitwirkende Weise.
Ehrenberg leitete die Samson-Schule bis 1846. Ihm folgte als Direktor sein Sohn Philipp Ehrenberg (1811–1883) bis zum Jahre 1871.

### Familie
Verheiratet war er seit 1808 mit der aus Kassel stammenden Henriette, geb. Maas. Die Tochter Amalie (1822–1885) war verheiratet mit dem Chemiker Louis Rosenzweig. Enkel von ihm sind Richard Ehrenberg und Victor Ehrenberg
Ehrenberg starb 1853 in Wolfenbüttel und wurde auf dem dortigen jüdischen Friedhof bestattet, wo sein Grab erhalten ist.
Die Schüler Ehrenbergs stifteten ihm zum 25. Dienstjubiläum einen silbernen Becher. Dieser Gegenstand wurde immer wieder hervorgeholt, wenn in den von ihm abstammenden Familienzweigen Rosenzweig oder Ehrenberg eine Hochzeit zu feiern war.